# Георг Фридрих II (маркграф Бранденбург-Ансбаха)
Георг Фридрих Бранденбург-Ансбахский (нем. Georg Friedrich von Brandenburg-Ansbach; 3 мая 1678, Ансбах — 29 марта 1703, близ Шмидмюлена) — маркграф Ансбахского княжества в 1692—1703 годах. Имперский фельдмаршал-лейтенант (8.9.1701).

## Биография
Георг Фридрих — третий сын маркграфа Иоганна Фридриха и его первой супруги Иоганны Елизаветы Баден-Дурлахской (1651—1680), дочери маркграфа Фридриха VI Баден-Дурлахского.
В 1692 году после смерти старшего брата Кристиана Альбрехта несовершеннолетний Георг Фридрих наследовал ему в Ансбахе. В Войну за пфальцское наследство в 1695-1697 годах воевал добровольцем в имперской армии. Во время Войны за испанское наследство в 1702 году Георг Фридрих успешно захватил моденскую крепость Берселло. Георг Фридрих погиб в звании генерала имперской армии, получив смертельные ранения во время сражения при Шмидмюлене во время переправы через Фильс. Поскольку у него не было потомков, ему наследовал младший единокровный брат Вильгельм Фридрих.